# Sefar
Die Sefar Group mit Sitz in Heiden und Thal ist eine auf Siebdruck- und Filtrationsanwendungen spezialisierte, international tätige Schweizer Unternehmensgruppe. Seit der Gründung haben sie sich auf die Entwicklung, Herstellung und den Vertrieb von Präzisionsgeweben spezialisiert. Mit einer Geschichte, die bis in das frühe 19. Jahrhundert zurückreicht, hat sich Sefar zu einem weltweit führenden Unternehmen in seinem Sektor entwickelt. Im Jahr 2023 beschäftigte Sefar weltweit rund 3.000 Mitarbeiter, davon 780 in der Schweiz, und erzielte einen Umsatz von CHF 367 Millionen. Die von Sefar produzierten Gewebe finden Anwendung in einer Vielzahl von Branchen, darunter Filtration und Separation, Siebdruck sowie in der Herstellung innovativer, funktioneller Gewebe. Im Druckbereich stellt sie Gewebe aus Polyester und Polyamid für den Siebdruck sowie partiell vorgeschichtetes Gewebe für das Bedrucken von Compact Discs und DVDs her. Auf dem Gebiet der Filtration produziert Sefar Filtergewebe für die Prozess- und Lebensmittelindustrie zum Beispiel für Zentrifugen, Vakuumbandtrockner, Trockner und Siebmaschinen.

## Geschichte
Die Sefar Group gibt es in der heutigen Rechtsform seit 1907 und befindet sich noch heute im Besitz der sechs Gründerfamilien. Ihre Wurzeln reichen jedoch bis in das Jahr 1830, als Pierre Antoine Dufour im Auftrag des durch die Seidegazenfabrikation zum damals reichsten Zürcher gewordenen Heinrich Bodmer in Thal im Kanton St. Gallen die Herstellung von Seidenbeuteltuch für Mehlsiebe aufnahm. Seither durchlief die Firma mehrere bedeutende Entwicklungsphasen.
1833: Gründung durch Pierre A. Dufour und Start der Produktion in Thal.
1835: Expansion, einschliesslich der ersten Geschäftsreise in die USA.
1842: Nach dem Tod von Pierre A. Dufour übernahm seine Frau Anna Joséphine Dufour-Onofrio die Leitung.
1900: Eröffnung der ersten internationalen Niederlassung in New York.
1907: Fusion von sechs eigenständigen Familienunternehmen, was die Marktposition stärkte.
1930er: Übergang von Handwebstühlen zu mechanischen Webmaschinen.
1950er: Wechsel von Seide zu synthetischen Fasern, Anpassung an neue Marktanforderungen.
1965: Einführung von synthetischen Monofilgeweben, Erweiterung des Produktportfolios.
1995: Die Fusion von drei Unternehmen «Seidengazefabrik, Thal (SST)», «Seidengazefabrik, Zürich (SSZ)» und «Züricher Beuteltuchfabrik (ZBF)» zu Sefar, welche sich vom Begriff «SEiden-FAbrikanten Réunion» ableitet.
1997: Marktorientierung und Expansion in Asien mit der Eröffnung einer Weberei in Kabinburi, Thailand.
2007: Eröffnung der Weberei in Schäßburg/Sighişoara, Rumänien.
2009: Strategische Übernahme von Monosuisse und Erweiterung des Produktangebots.
2014: Erweiterungsbau in Lalelelor im Industriegebiet von Schäßburg/Sighişoara, Rumänien.

## Organisationsstruktur und Führung
Sefar hat im Laufe der Jahre verschiedene Führungswechsel erlebt. Christoph Tobler, der über 17 Jahre als CEO tätig war, trat 2022 in den Ruhestand und wurde vorübergehend von Renato Luck abgelöst. Unter Toblers Führung erfuhr das Unternehmen eine signifikante internationale Expansion und stärkte seine Marktposition durch die Übernahme von Monosuisse. Ab März 2024 übernahm Markus Heusser die Geschäftsführung und führt die Sefar Group.

## Produkte
Sefar ist spezialisiert auf fortschrittliche Filtrationsverfahren und die Herstellung von Geweben für diverse Branchen. Ihre Kernkompetenzen umfassen:

### Prozessfiltration
Spezialisiert auf anspruchsvolle Verfahren zur Trennung von Feststoffen und Flüssigkeiten/Gasen in verschiedenen Branchen.

### Filterkomponenten
Einsatz in Automobilindustrie, Akustik, Flugzeugindustrie, Haushaltsgeräten und im medizinischen Bereich.

### Siebdruck
Führend in der Herstellung von Siebdruckgeweben für diverse Anwendungen wie Elektronik, Glas, Grafik, Verpackung, Textilien, Keramik und Solarindustrie.

### Architektur
Sefar Gewebe werden in der Architektur als Teil eines Glaslaminats eingesetzt, das zwischen zwei Glasscheiben und zwei Zwischenfolien vollständig eingebettet und gegen Umwelteinflüsse geschützt ist. Neben der 3D-Optik des Gewebes und dem One-Way-Vision-Effekt bietet das Gewebe eine Reihe von Zusatznutzen für Gebäude mit Glasanwendungen oder als Schutz vor Witterung. Die offene Fläche des Gewebes bestimmt den Grad der Energietransmission und Transparenz. Darüber hinaus sind auch die Metallbeschichtung und die Farbe entscheidend für die Reduzierung der Energietransmission.

### Smart Fabrics
Entwicklung von Geweben für Automobil-, Medizin-, Luftfahrt-, Solar- und Energiespeicherindustrie.

### Mikrofiltration
Spezialprodukte für die mechanische Verstärkung von Membranen und als Abstandshalter, die unter anderem Anwendung in der Medizinbranche finden oder in der Luftfiltration.

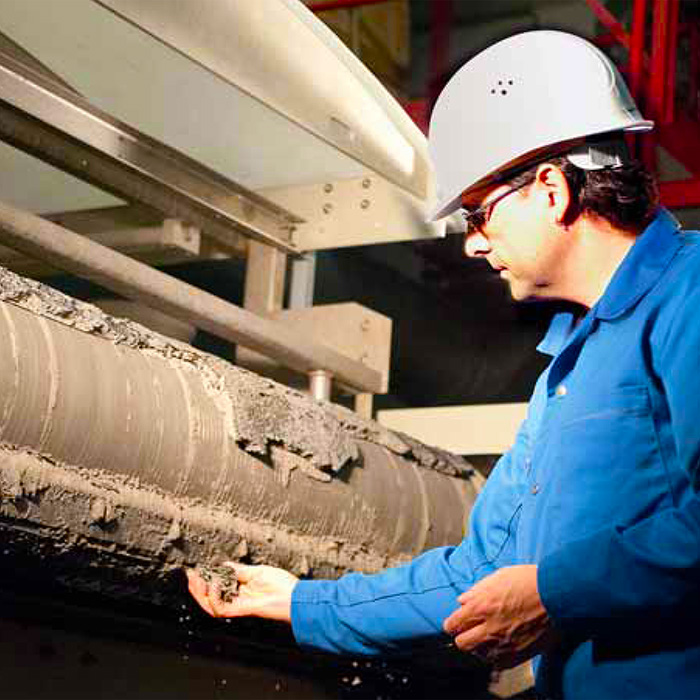
Prozessfiltration
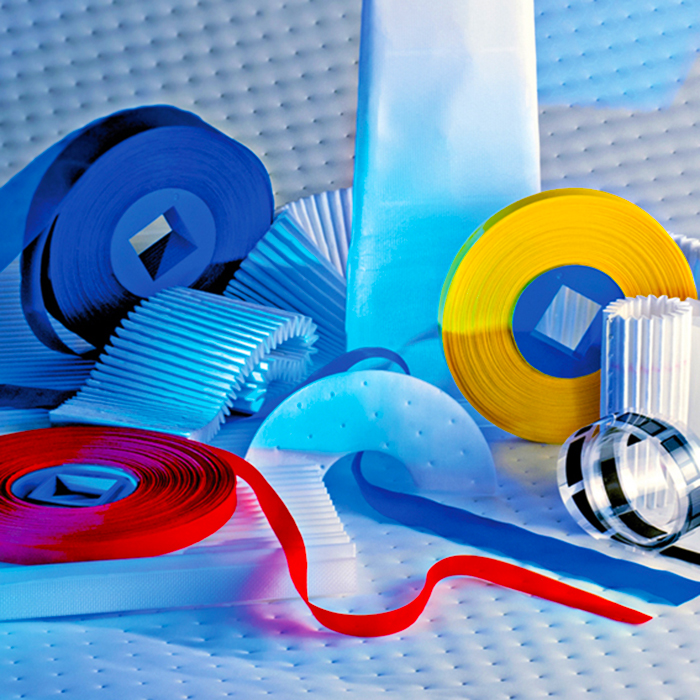
Filterkomponenten
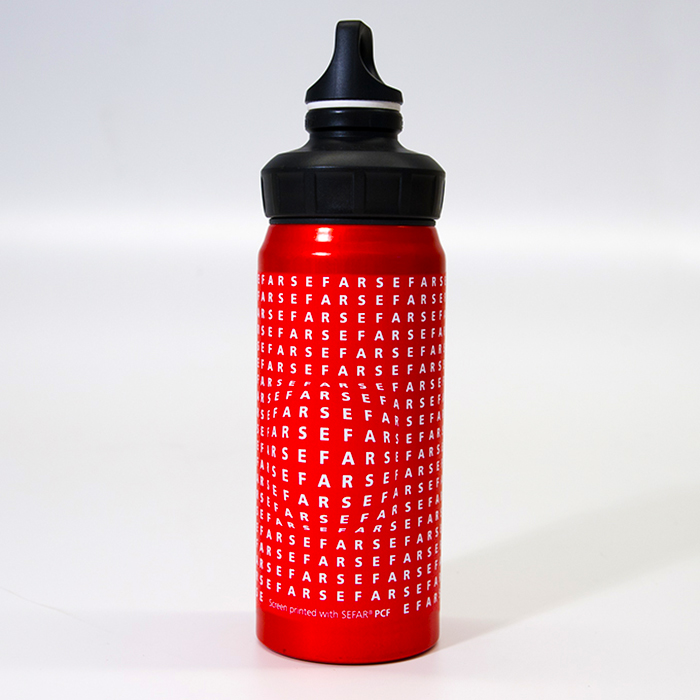
Siebdruck
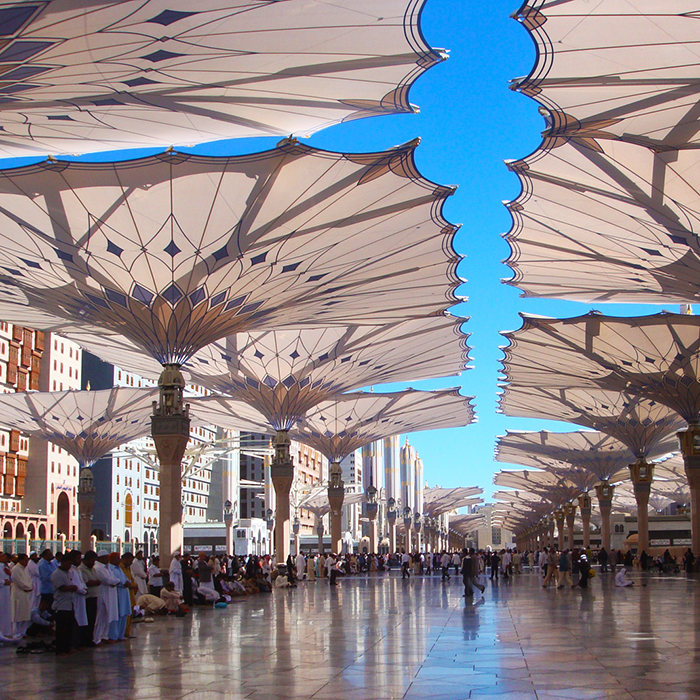
Architektur
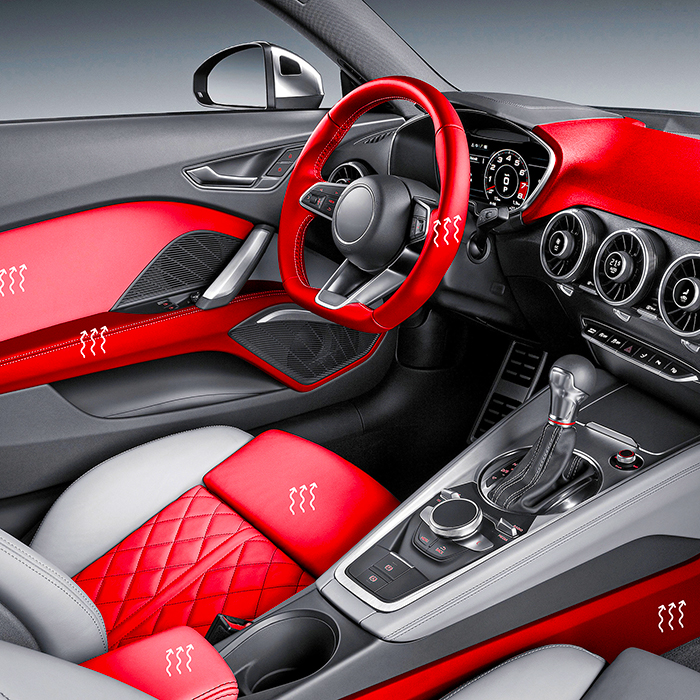
Smart Fabrics
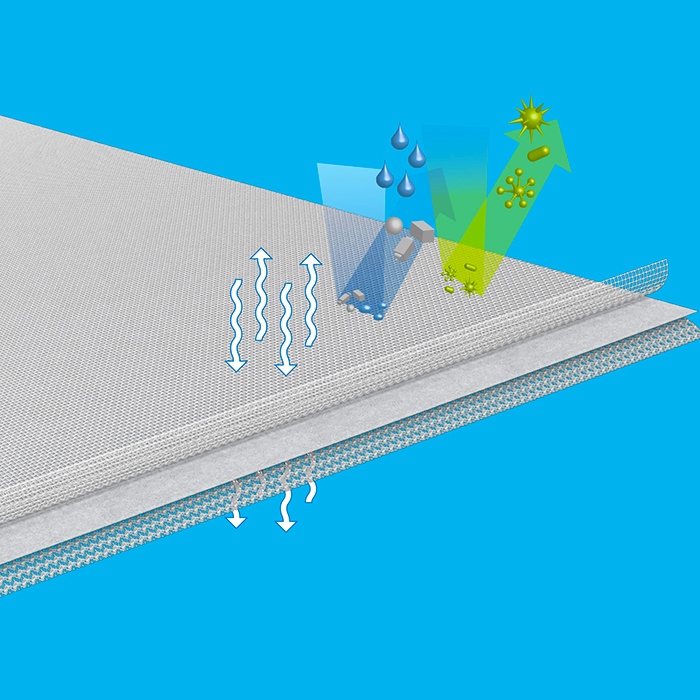
Mikrofiltration

## Standorte und globale Präsenz
Mit Hauptsitz in Heiden und einer Holding in Thal, Schweiz, hat Sefar ein globales Netzwerk aus Tochtergesellschaften und Produktionsstätten aufgebaut. Sefar betreibt Webereien in der Schweiz, Rumänien, Mexiko und Thailand. Mit Monosuisse verfügt die Sefar Gruppe über eine eigene Garnproduktion mit Standorten in der Schweiz, in Deutschland, Polen, Rumänien und Mexiko.

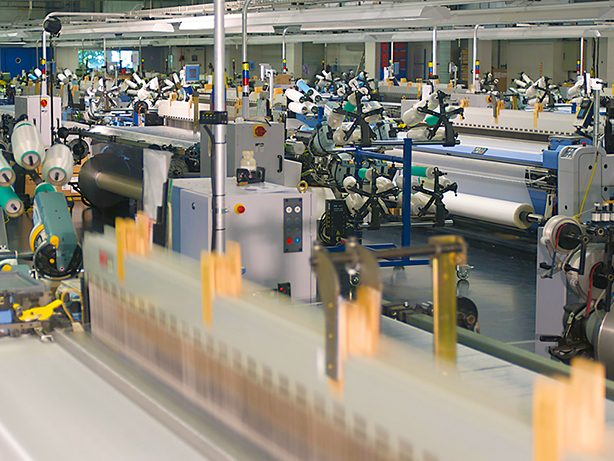
Sefar Werk – Thal, Schweiz
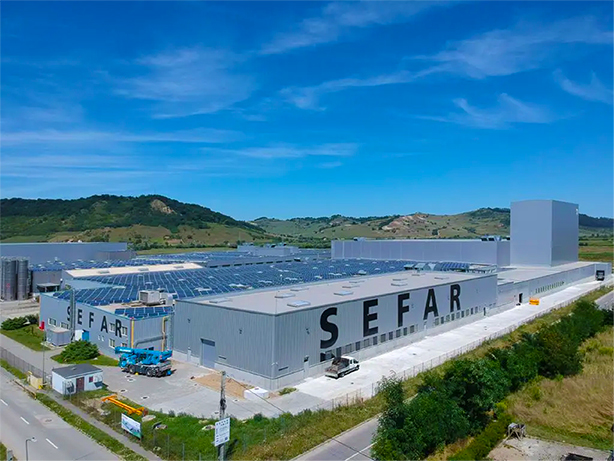
Sefar Werk – Sighisoara, Rumänien
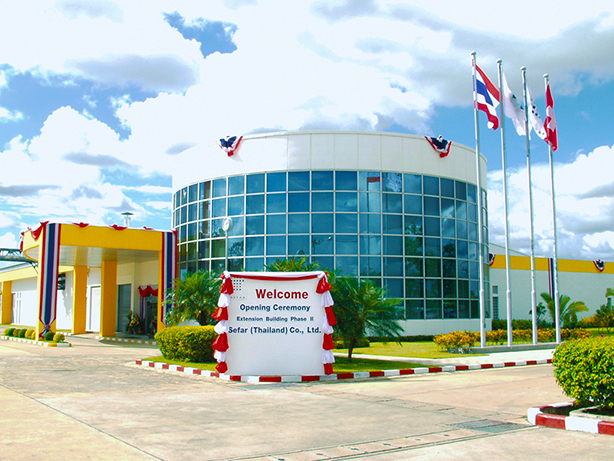
Sefar Werk – Prahin Buri, Thailand
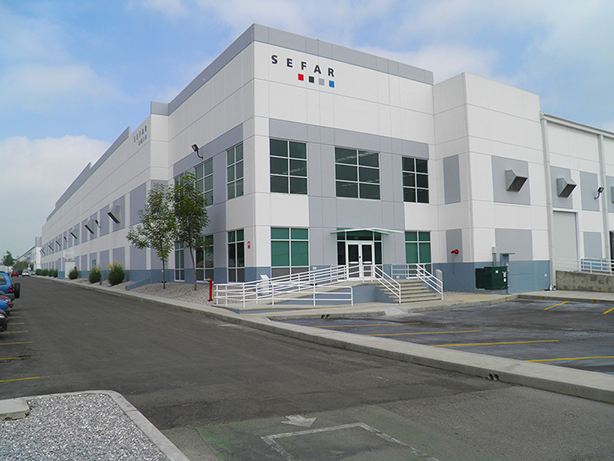
Sefar Werk – Cuautitlán, Mexico
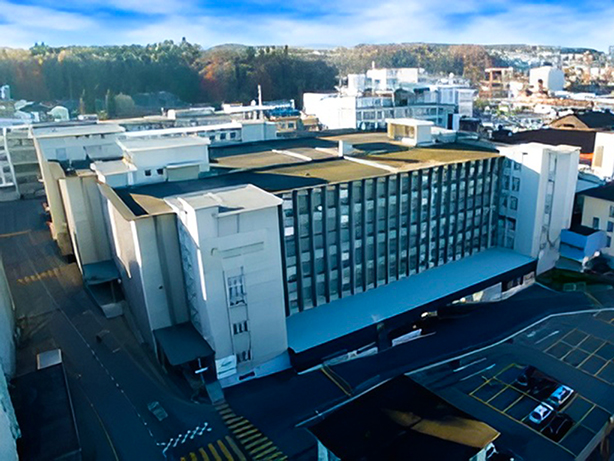
Monosuisse Werk – Emmebrücke, Schweiz
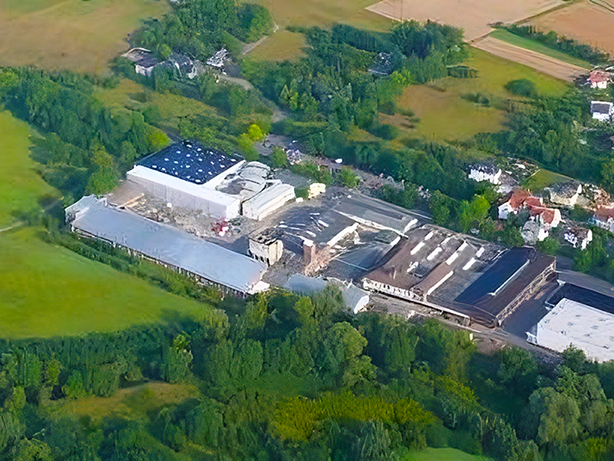
Monosuisse Werk – Asslar, Deutschland
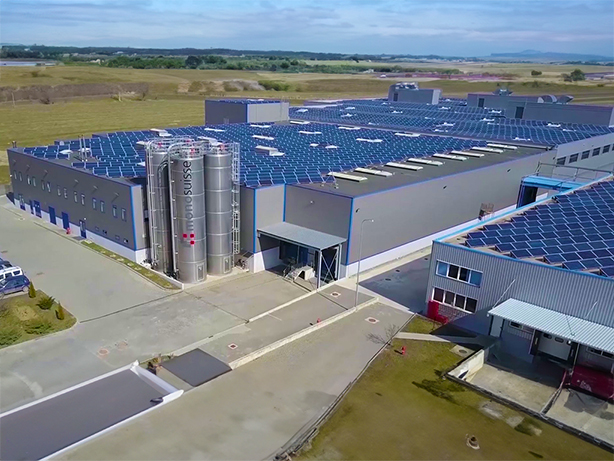
Monosuisse Werk – Sighisoara, Rumänien
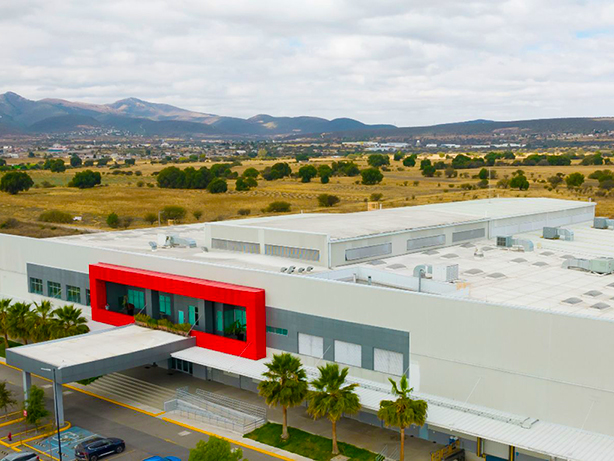
Monosuisse Werk – Querétaro, Mexico
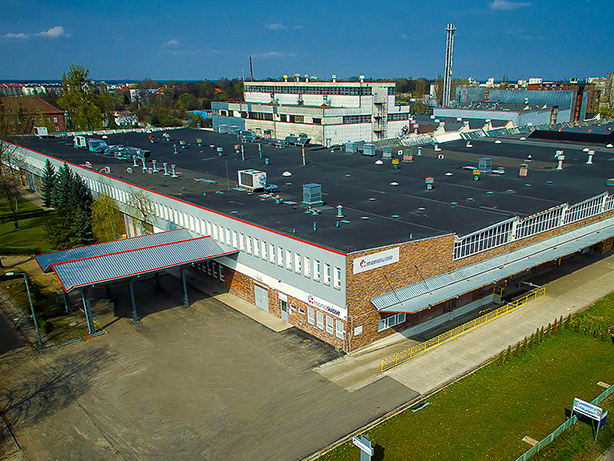
Monosuisse Werk – Gorzów Wielkopolski, Polen

Vertriebsniederlassungen befinden sich weltweit in 30 Ländern, was Sefar eine starke internationale Präsenz verleiht.

## Nachhaltigkeit und soziale Verantwortung

### Nachhaltigkeit
Sefar unternimmt viele Nachhaltigkeitsinitiativen, um den ökologischen Fussabdruck zu reduzieren. Durch die Installation von Solarmodulen auf den Dächern der Produktionsgebäude in Rumänien, Deutschland, Thailand und Mexiko. Zudem ist die Installation von Wärmerückgewinnungs-Systemen in den Fertigungseinheiten bei Monosuisse und die Umstellung von konventioneller Beleuchtung auf hocheffiziente LED Systeme ein weiterer Schritt, der in den letzten Jahren umgesetzt wurde.

### Ausbildung und Lehrlinge
Bei Sefar werden Auszubildende in den folgenden Berufen gefördert:
- Textiltechnik – Fachkraft für Fertigung oder Veredelung (EFZ/CFC-Lehre)
- Textilpraktikant (EBA/AFP-Ausbildung)
- Maschinenführer (EFZ/CFC-Lehre)
- Logistikfachkraft (Ausbildung EFZ/CFC oder EBA/AFP)
- Bürokauffrau (EFZ/CFC-Lehre)
- Informatiker – Fachinformatiker Plattformentwickler (EFZ/CFC-Lehre)

## Auszeichnungen und Zertifikate
Die Sefar AG ist in vielen Bereichen zertifiziert und erfüllt die folgenden Standards:
- Quality ISO 9001
- Quality ISO 13485 (Medical)
- Quality ISO 14001
- Certificate IATF 16949 HEI-HQ and HEI-25
- TISAX VDA ISA5
- Voluntary Climate Protection
- Quality ISO 9001 AUS